# Euchelus eucastus
Euchelus eucastus is een zeeslakkensoort uit de familie van de Chilodontaidae. De wetenschappelijke naam van de soort is voor het eerst geldig gepubliceerd in 1927 door Dall.
De schelp van de slak is 6,5 mm lang. De soort is op een diepte van 805 meter aangetroffen in de Atlantische Oceaan voor de kust van Georgia (VS).